# Faro de isla del Aire
El Faro de la Isla del Aire, se encuentra situado en la Isla del Aire (o Illa de l'Aire en catalán), frente a la costa sudeste de Menorca (Islas Baleares), concretamente frente a la urbanización de Punta Prima, perteneciente al municipio de San Luis. 

## Historia
El faro se inauguró en verano de 1860 y comenzó a iluminar con una óptica de 2.º orden de la casa Sautter con una apariencia de destellos blancos cada minuto. En el momento de su construcción, el faro de la Isla del Aire fue el más alto de las Islas Baleares, no superado hasta el año 1977, cuando se construyó el faro de Moscarter en Ibiza.
En 1911 se sustituyó la lámpara moderadora de aceite por una Chance de petróleo de 85 mm. Hasta la construcción del faro de Muscarter en Ibiza, en 1977, fue la torre de faro más alta de las Islas Baleares, con un altura de foco luminoso de 35,3 metros sobre el terreno, y una escalera de caracol de ciento sesenta y cinco peldaños.
En noviembre de 1957 quedó montada la nueva linterna aeromarítima. Más tarde se sustituyó en 1965 la antigua instalación óptico-luminosa (última que quedaba en servicio todavía con giro lento mediante galets) por otra de la casa Pintsch.
En 1974 se retiró la instalación de petróleo Chance para montar otra de gas con una instalación automática procedente del Faro del Cabo de la Nao, lo que permitió, a partir de 1976, retirar el servicio de mantenimiento con residencia en el faro. En 1995 se incorporaba un sistema de iluminación mediante Energía solar fotovoltaica.